# 12 Dywizja Strzelecka (ZSRR)
12 Amurska Dywizja Strzelecka im. Sybirskiego Komitetu Rewolucyjnego (ros. 12-я стрелковая Амурская дивизия имени Сибирского Революционного комитета, 12 DS) – dywizja piechoty Armii Czerwonej.
15 lipca 1918 roku w Woroneżu została sformowana Woroneska Dywizja Piechoty. 30 lipca 1918 roku została przemianowana na 1 Woroneską Dywizję Piechoty, a 22 października 1918 roku na 12 Dywizję Strzelecką 13 grudnia 1920 roku dywizja otrzymała imię "Rady Piotrogrodzkiej" (ros. 12-я стрелковая дивизия им. Петроградского совета). 31 marca 1921 roku została przeformowana w Dywizję Ochrony Pogranicza Wojsk WCzK Ukrainy, a 15 sierpnia 1921 roku rozformowana. Dowództwo dywizji zostało przekształcone w Zarząd Wojsk WCzK Okręgu Kijewskiego.
5 października 1923 roku w Omsku po raz drugi została sformowana 12 Dywizja Strzelecka. 18 lutego 1924 roku dywizja otrzymała imię "Sybirskiego Komitetu Rewolucyjnego", a 14 września 1945 roku nazwę wyróżniającą "Amurska".
W czerwcu 1941 roku pod dowództwem pułkownika A.M. Maksimowa wchodziła w skład 2 Samodzielnej Armii (Front Dalekowschodni).
5 stycznia 1942 roku 258 Dywizja Strzelecka została przemianowana na 12 Gwardyjską Dywizję Strzelecką. 23 lipca 1944 roku dywizja otrzymała nazwę wyróżniającą "Pińska".

## Struktura organizacyjna
- Dowództwo 12 Dywizji Strzeleckiej
- 57 pułk strzelecki
- 192 pułk strzelecki
- 214 Amurski Pułk Strzelecki
- 7 Chingalski pułk strzelecki
- 238 pułk artylerii haubic
- 486 dywizjon artylerii samochodowej
- 80 batalion łączności
- 96 dywizjon artylerii przeciwpancernej
- dywizjon artylerii przeciwlotniczej
- 29 kompania zwiadu
- 34 batalion saperów
- 2 (268) Polowa Kasa Banku Państwowego
- inne służby.